# Tilman Reitz
Tilman Reitz (* 1974 in Frankfurt am Main) ist ein deutscher Soziologe.

## Leben
Reitz besuchte in Mainz die Schule und studierte Philosophie, Soziologie und Kunstgeschichte in Berlin und Heidelberg (1999 Magister der Philosophie an der Freien Universität Berlin, Betreuer: Wolfgang Fritz Haug, 2001 Promotion in Heidelberg, Betreuer: Rüdiger Bubner). Während des Wintersemesters 2001/2002 absolvierte er einen Forschungsaufenthalt an der Columbia University in New York.
Reitz war von 2002 bis 2007 wissenschaftlicher Mitarbeiter am Institut für Philosophie der Friedrich-Schiller-Universität Jena. Nach einem Stipendium der Kalkhof-Rose-Stiftung an der Akademie der Wissenschaften und der Literatur in Mainz im Jahr 2008 wirkte er von 2009 bis 2015 als Juniorprofessor für Wissenssoziologie am Forschungszentrum Laboratorium Aufklärung und am Institut für Soziologie der Universität Jena, wo er sich 2013 habilitierte (Venia Legendi in Philosophie und Soziologie). Seit 2015 lehrt er an dieser Universität als Professor für Wissenssoziologie und Gesellschaftstheorie. Zudem war er von 2016 bis 2019 Studiendekan der Fakultät für Sozial- und Verhaltenswissenschaften.
Seit 2021 ist Reitz gemeinsam mit Silke van Dyk und Hartmut Rosa Sprecher des Sonderforschungsbereichs 294 „Strukturwandel des Eigentums“ mit dem Schwerpunkt an den Universitäten Jena und Erfurt.

## Schriften (Auswahl)
- Bürgerlichkeit als Haltung. Zur Politik des privaten Weltverhältnisses. München 2003.
- mit  Klaus-Michael Kodalle (Hrsg.): Bruno Bauer (1809–1882). Ein „Partisan des Weltgeists“? Königshausen und Neumann, Würzburg 2010.
- mit Karina Becker, Lars Gertenbach und Henning Laux (Hrsg.): Grenzverschiebungen des Kapitalismus. Umkämpfte Räume und Orte des Widerstands, Campus, Frankfurt am Main 2010, ISBN 978-3-593-40849-1.
- mit Thomas Kroll (Hrsg.), Intellektuelle in der Bundesrepublik Deutschland. Göttingen 2013, ISBN 978-3-525-30045-9.
- Sprachgemeinschaft im Streit. Philosophische Analysen zum politischen Zeichengebrauch. Bielefeld 2014.
- Das zerstreute Gemeinwesen. Politische Semantik im Zeitalter der Gesellschaft. Wiesbaden 2015.
- mit Hans-Peter Müller (Hrsg.): Simmel-Handbuch. Begriffe, Hauptwerke, Aktualität, Suhrkamp Verlag, Berlin 2018.
- Funktionen der Soziologie. Eine wissenssoziologische Einführung. Weinheim 2022.
- mit Silke van Dyk und Hartmut Rosa: Nach dem Privateigentum? Güter, Infrastrukturen und Weltverhältnisse im Kapitalismus des 21. Jahrhunderts. Reihe Strukturwandel des Eigentums. Campus, Frankfurt a. M. 2024, ISBN 978-3-593-51766-7 (Open Access).